# Рівноскладеність

Рівноскладеність — відношення між фігурами певного типу (наприклад, многогранниками). Означає, що одну фігуру можна розбити на дрібніші шматки, з яких можна скласти іншу фігуру.

## Варіанти визначень
У визначенні слід уточнити клас фігур, тип розрізань або шматків, на які дозволяється розбивати фігуру, і тип перетворень простору, які використовуються під час складання іншої фігури. Наприклад, за клас фігур можна взяти множину багатогранників у евклідовому просторі, шматки також визначити як багатогранники і використовувати рухи простору як перетворення.
Розглядаються також інші групи перетворень, афінні, перетворення подібності і так далі; а також інші типи розрізань, наприклад уздовж жорданових дуг або розбиття на довільні множини.

## Теореми
- За теоремою Бояї — Гервіна, будь-який многокутник рівноскладений будь-якому іншому многокутнику тієї ж площі.
  - Аналогічне твердження не виконується для многогранників однакового об'єму; див. Третя проблема Гільберта.
  - Однак стільники рівного об'єму рівноскладені в будь-якій розмірності.
- Рівноскладеність многокутників з розрізанням по жорданових дугах еквівалентна рівноскладеності з розрізанням по відрізках прямих.[1]

- Відсутність обмеження на розрізання призводить до парадоксальних результатів, наприклад:
  - Парадокс Гаусдорфа,
  - Парадокс подвоєння кулі,
  - Квадратура круга Тарського.